# Cyrtandra cymosa
Cyrtandra cymosa är en tvåhjärtbladig växtart som beskrevs av Johann Reinhold Forster och Johann Georg Adam Forster. Cyrtandra cymosa ingår i släktet Cyrtandra och familjen Gesneriaceae. Inga underarter finns listade i Catalogue of Life.